# 琳山农校
琳山农校是中华人民共和国浙江省临海市曾经存在的一所职业学校，由生物学家、中国科学院院士朱洗于民国27年（1938年）创办。2007年并入临海市高级职业中学后撤销。2011年9月27日，琳山农校旧址被列入第七批临海市文物保护单位。

## 历史
1932年，朱洗在法国获得博士学位并返回中国，担任中山大学教授，寒假返回家乡临海县时，目睹家乡的贫困落后，因此决定创办学校。1933年，朱洗用自己的积蓄，在店前村祠堂创办了店前初级小学，朱洗担任校长并亲自授课，此乃琳山农校之前身。不久后，朱洗返回广州，学校交由其三弟朱玉成管理。1935年，学校增设高小，形成了完全小学。1938年，学校又增设农校与初中，形成了一所综合性学校，定名为“私立琳山初级农业学校”，但由于浙江省教育厅对农校不予立案，学校招收一届后无法继续招生。1942年，琳山初中由私立建成中学代办。同年，日本占领上海，朱洗被迫停止在上海生物研究所的工作，返回琳山办学。1944年，农校得以立案，并于次年继续招生。1940年代琳山学校最兴盛时，曾有18班、学生500余名。朱洗亲自为学校撰写校歌，并设计了由“心”、“手”、“工”三字组成的校徽，象征“心手同工”。学生需带锄头入学，每天劳动一小时。经过学生与教师们的努力，农校开辟出了50余亩的植物园，并建起了教室、宿舍、图书室、标本室共1200余平方米。1948年，中共仙临黄边区委在琳山学校组织了知识青年联合会，后于1949年2月改为新民主主义青年团支部，琳山学校的校舍也成为了中国共产党的秘密联络点。
中华人民共和国建国后，琳山学校的农校与小学分开管理，其中农校于1952年由政府接收，更名为临海农校。1954年夏，临海农校并入黄岩农业学校与宁波农业学校。1958年，琳山农业专科学校在琳山原址重建，三门农校并入其中。1960年，学校搬迁至临海城关，琳山则作为分校，分校后于1961年撤去。1965年，又创办琳山林业特产学校，至1970年停办，并入“五·七”中学。1984年，琳山农业技术学校重办，并于1988年评为临海市示范性农业技术学校。1990年时，有学生251人，教职工31人，设有园艺、畜禽、兽医、庭园、经济等专业，并设有畜牧兽医诊所、100亩基地与六大果园基地作为实习场地。2007年，琳山农校并入临海市高级职业中学后撤销。2011年9月27日，琳山农校旧址被列入第七批临海市文物保护单位。目前琳山农校旧址以“琳山农校劳动实践基地”之名作为临海市初中生的劳动实践与军事训练场所，同时也是临海市外国语学校的德育基地。

## 著名人物
- 朱洗，生物学家、中国科学院院士，琳山农校创始人[1]。
- 陆蠡，散文家，曾于1938年在琳山农校任教[7]。
- 陆翰文，教育家，临海回浦学校创始人，曾在琳山农校担任语文教师[8]。
- 许天虹，翻译家，曾于1939年在琳山农校担任英语教师[9]。
- 毕修勺，翻译家，曾在琳山农校任教[8]。
- 陆宝荪，中华民国海军中将，毕业于琳山小学[8]。